# Зубанова, Нина Фёдоровна
Нина Фёдоровна Зубанова — советский хозяйственный, государственный и политический деятель, Герой Социалистического Труда.

## Биография
Родилась в 1936 году в селе Сырятино. Член КПСС с 1965 года.
С 1952 года — на хозяйственной, общественной и политической работе. В 1952—1994 гг. — слесарь на производстве военной модели ГАЗ-900, слесарь на производстве нестандартного оборудования, слесарь производственного объединения «Горьковский автомобильный завод» Министерства автомобильной промышленности СССР.
Указом Президиума Верховного Совета СССР от 29 июля 1985 года за большие заслуги, достигнутые в разработке и освоении новой высокоэффективной технологии промышленного производства специальной продукции присвоено звание Героя Социалистического Труда с вручением ордена Ленина и золотой медали «Серп и Молот».
Живёт в Нижнем Новгороде.